# European Society of Gynaecological Oncology
Europejskie Towarzystwo Onkologii Ginekologicznej (ang. European Society of Gynaecological Oncology, ESGO) – ogólnoeuropejskie zrzeszenie pracowników służby zdrowia oraz naukowców specjalizujących się w badaniu, zapobieganiu i leczeniu nowotworów złośliwych narządu rodnego. Towarzystwo, które liczy ponad 2400 członków z ponad 30 krajów Europy, zostało założone w Wenecji w roku 1983.

## Misja
Celem towarzystwa ESGO jest „wspieranie wymiany informacji między organizacjami naukowymi i zawodowymi tak, aby stworzyć dynamiczną i demokratyczną europejską platformę profesjonalistów zrzeszającą specjalistów, naukowców i pielęgniarki, która służyć im będzie do nawiązywania kontaktów, dzielenia się wiedzą oraz doskonalenia opieki nad pacjentkami cierpiącymi na nowotwory złośliwe narządu rodnego w Europie”.

## Działania
Towarzystwo ESGO co dwa lata organizuje konferencję, która zawsze przyciąga ponad 1500 uczestników. Umożliwia ona europejskim pracownikom służby zdrowia i naukowcom zajmującym się nowotworami narządu rodnego nawiązanie kontaktów, dyskusje, debaty oraz rozpowszechnianie wyników nowych badań naukowych związanych z leczeniem nowotworów złośliwych narządu rodnego. Oprócz tych konferencji ESGO przez cały rok organizuje wiele imprez edukacyjnych, warsztatów, spotkań wspomaganych oraz zapewnia swoim członkom granty podróżne. ESGO uczestniczy również aktywnie w tworzeniu, przeznaczonych dla odpowiednich pracowników służby zdrowia, materiałów edukacyjnych, takich jak filmy wideo, DVD i udostępniane w internecie wykłady.
Integralną częścią towarzystwa ESGO jest Europejska Sieć Grup Badawczych w Onkologii Ginekologicznej (ang. European Network of Gyneacological Oncological Trial Groups, ENGOT), która aktywnie koordynuje i wspiera badania kliniczne pacjentek cierpiących na nowotwory złośliwe narządu rodnego w Europie.

## Szkolenia i akredytacja
We współpracy z Europejską Radą i Kolegium Położnictwa i Ginekologii (ang. European Board and College of Obstetrics and Gynaecology, EBCOG) oraz w imieniu Europejskiego Związku Specjalistów Medycznych (ang. European Union of Medical Specialists, UEMS), towarzystwo ESGO umożliwia certyfikację przeszkolonym ginekologom onkologom, a także akredytuje odpowiednie instytucje szkoleniowe. Szkolenia ginekologiczno-onkologiczne oraz programy akredytacyjne oferowane przez towarzystwo ESGO stały się uznanymi standardami w wielu europejskich krajach.

## Czasopismo
Oficjalny dwumiesięcznik publikowany przez towarzystwo ESGO, International Journal of Gynecological Cancer (IJGC), zawiera recenzowane prace związane z nowotworami złośliwymi narządu rodnego o szerokiej tematyce, takiej jak badania eksperymentalne, chemioterapia, radioterapia, techniki diagnostyczne, epidemiologia stanów patologicznych oraz chirurgia.

## Rada towarzystwa ESGO 2015–2017
Przewodniczący
- David Cibula, Czechy

Poprzedni przewodniczący
- Vesna Kesic, Serbia

Przewodniczący elekt/sekretarz-skarbnik
- Denis Querleu, Francja

Wiceprzewodniczący
- Murat Gultekin, Turcja

Członkowie Rady
- Elisabeth Aval-Lundqvist, Szwecja
- Nicole Concin, Austria
- Carien Creutzberg, Holandia
- Annamaria Ferrero, Włochy
- Frederic Goffin, Belgia
- Dimitrios Haidopoulos, Grecja
- Dina Kurdiani, Gruzja
- Jonathan Ledermann, Wielka Brytania
- Philipp Morice, Francja
- Jordi Ponce, Hiszpania
- Cristiana Sessa, Szwajcaria
- Pauline Wimberger, Niemcy

Redaktor naczelny czasopisma „The International Journal of Gynecological Cancer”
- Uziel Beller, Izrael

ENYGO, European Network of Young Gynae Oncologists
Przewodniczący
Prezydent ENYGO
- Rene Laky, Austria

Wiceprezydent ENYGO
- Vladislav Sukhin, Ukraina

Członkowie Zarządu ENYGO
- Davis Lindquist, Szwecja
- Polat Dursun, Turcja
- Kristina Lindemann, Norwegia
- Stephan Polterauer, Austria
- Kamil Zalewski, Polska

ENGOT, European Network of Gynae Oncological Trial Groups
- Ignace Vergote, Belgia

ENTRIGO, European Network of Translational Research In Gynae Oncology
- Martin Widschwendter, Wielka Brytania